# Agrupación Herreña Independiente
La Agrupación Herreña Independiente (AHI) es un partido político español regionalista de la isla de El Hierro. Surgió en las elecciones de 1979, manteniendo desde esa época hasta 2019 la presidencia del Cabildo de El Hierro, exceptuando los periodos entre 1991 y 1995 y entre 2011 y 2015 cuando lo presidió el Partido Socialista Obrero Español (PSOE).
En 1987 se presentó por primera vez a las elecciones municipales, consiguiendo las alcaldías de Valverde y Frontera, los dos municipios con los que contaba la isla de El Hierro en esos momentos, si bien en 1991 perdería ambas alcaldías. En las elecciones de 1989 logró el escaño al Senado correspondiente a la circunscripción insular de El Hierro.
Pese a no integrarse en las Agrupaciones Independientes de Canarias (AIC), sí mostró su apoyo a dicha formación en las elecciones autonómicas de 1987 y en las de elecciones autonómicas de 1995 pese a presentarse en ellas con sus propias siglas. Posteriormente pasó a apoyar a Coalición Canaria en las elecciones autonómicas, presentándose en ocasiones con las siglas de CC y en otras como AHI-CC, tanto a las autonómicas como a las elecciones a los Cabildos Insulares y las municipales.
También apoyará a Coalición Canaria (CC) en las sucesivas elecciones al Parlamento de Canarias o al Senado, presentándose en unas ocasiones bajo las siglas de CC y en otras bajo las siglas CC-AHI. En las últimas convocatorias electorales, tanto al Parlamento de Canarias, como a los Cabildos Insulares y Elecciones Municipales, se viene presentando bajo las siglas CC-AHI.
A finales de mayo de 2012 anunció que rompía su pacto de colaboración con Coalición Canaria. En el 2015 firmó otro pacto de colaboración con Coalición Canaria, que lo mantuvo hasta enero de 2023, cuando anunció que concurrirían en solitario a las Elecciones municipales de 2023.

## Resultados electorales
| Elecciones y fecha                                  | Votos | Siglas    | Senador                     |
| --------------------------------------------------- | ----- | --------- | --------------------------- |
| Elecciones generales de España de 1989              | 1.212 | AHI       | Venancio Acosta Padrón      |
| Elecciones generales de España de 1993              | 1.944 | CC        | Pedro Luis Padrón Rodríguez |
| Elecciones generales de España de 1996              | 2.093 | CC        | Pedro Luis Padrón Rodríguez |
| Elecciones generales de España de 2000              | 2.141 | CC-AHI    | Venancio Acosta Padrón      |
| Elecciones generales de España de 2004              | 2.182 | CC-AHI    | Félix Ayala Fonte           |
| Elecciones generales de España de 2008              | 2.412 | AHI-CC    | Narvay Quintero Castañeda   |
| Elecciones generales de España de 2011              | 1.806 | CC-AHI-NC | Narvay Quintero Castañeda   |
| Elecciones generales de España de 2015              | 2.133 | AHI-CC    | Pablo Rodríguez Cejas       |
| Elecciones generales de España de 2016              | 2.149 | AHI-CC    | Pablo Rodríguez Cejas       |
| Elecciones generales de España de abril de 2019     | 1.382 | AHI-CC    | Daniel Morales Barrera      |
| Elecciones generales de España de noviembre de 2019 | 1.795 | AHI-CC-NC | Pablo Rodríguez Cejas       |

### Elecciones al Cabildo de El Hierro
| Elecciones y fecha | Votos | %     | Diputados | +/-         | Posición | Gobierno            |
| ------------------ | ----- | ----- | --------- | ----------- | -------- | ------------------- |
| 1979               | 1.680 | 53,92 | 6/11      |             | 1.º      | Mayoría absoluta    |
| 1983               | 1.879 | 54,69 | 6/11      | Sin cambios | 1.º      | Mayoría absoluta    |
| 1987               | 2.587 | 65,05 | 8/11      | 2           | 1.º      | Mayoría absoluta    |
| 1991               | 1.553 | 36,52 | 4/11      | 4           | 1.º      | Oposición           |
| 1995               | 2.398 | 49,31 | 6/11      | 2           | 1.º      | Mayoría absoluta    |
| 1999               | 2.562 | 58,17 | 7/11      | 1           | 1.º      | Mayoría absoluta    |
| 2003a              | 2.808 | 50,12 | 7/13      | Sin cambios | 1.º      | Mayoría absoluta    |
| 2007a              | 3.153 | 52,41 | 8/13      | 1           | 1.º      | Mayoría absoluta    |
| 2011a              | 2.398 | 39,43 | 6/13      | 2           | 1.º      | Oposición           |
| 2015a              | 2.708 | 45,07 | 6/13      | Sin cambios | 1.º      | Gobierno en minoría |
| 2019a              | 1.321 | 20,8  | 3/13      | 3           | 3.º      | Oposición           |
| 2023a              | 1.574 | 26,4  | 4/13      | 1           | 1.º      | Oposición           |

a En coalición o con el apoyo externo de Coalición Canaria.

### Elecciones al Parlamento de Canarias
% de voto y escaños en la circunscripción de El Hierro.
| Elecciones y fecha | Votos | %     | Diputados (en El Hierro) | +/-         | Posición |
| ------------------ | ----- | ----- | ------------------------ | ----------- | -------- |
| 1983               | 944   | 27,6  | 1/3                      |             | 3.º      |
| 1987               | 1.415 | 35,5  | 2/3                      | 1           | 1.º      |
| 1991               | 1.485 | 34,9  | 1/3                      | 1           | 1.º      |
| 1995               | 2.505 | 43,0  | 1/3                      | Sin cambios | 1.º      |
| 1999               | 2.773 | 51,3  | 2/3                      | 1           | 1.º      |
| 2003a              | 2.773 | 45,0  | 2/3                      | Sin cambios | 1.º      |
| 2007a              | 2.973 | 47,1  | 2/3                      | Sin cambios | 1.º      |
| 2011a              | 2.163 | 35,7  | 1/3                      | 1           | 1.º      |
| 2015a              | 2.521 | 41,8  | 2/3                      | 1           | 1.º      |
| 2019a              | 2.105 | 33,79 | 1/3                      | 1           | 1.º      |
| 2023a              | 1.660 | 26,3  | 1/3                      | Sin cambios | 2.º      |

a En coalición o con el apoyo externo de Coalición Canaria.